# Hey Nineteen
Hey Nineteen è un singolo del gruppo musicale statunitense Steely Dan, pubblicato nel 1980 ed estratto dall'album Gaucho.

## Tracce
- 7"

1. Hey Nineteen
2. Bodhisattva (Live)

## Formazione
- Donald Fagen – voce, piano elettrico, sintetizzatore
- Walter Becker – basso, chitarra
- Hugh McCracken – chitarra
- Rick Marotta – batteria
- Victor Feldman, Steve Gadd – percussioni
- Frank Floyd, Zack Sanders – cori

## Classifiche
| Classifica (1980-1981) | Posizione raggiunta |
| ---------------------- | ------------------- |
| Stati Uniti            | 10                  |